# 엘리사베트 카레브
엘리사베트 카레브(Elisabeth Carew, 1985년 6월 13일 ~ )는 노르웨이의 싱어송라이터이다. 2010년, 2014년에 열린 멜로디 그랑프리에 참여했다. 감비아인 아버지와 노르웨이인 어머니 사이에서 태어났으며 축구 선수인 욘 카레브의 여동생이기도 하다.